# Kościół św. Sebastiana w Wieliczce
Kościół św. Sebastiana – rzymskokatolicki kościół parafialny, znajdujący się na południowo-wschodnich obrzeżach Wieliczki przy ul. św. Sebastiana.
Modrzewiowy kościółek, położony jest na stromym zboczu wzgórza Babiny wśród kilkusetletnich drzew. Jego budowa została rozpoczęta w 1581 roku, dzięki staraniom ówczesnego żupnika wielickiego Sebastiana Lubomirskiego. Konsekracji świątyni dokonał kardynał Jerzy Radziwiłł w 1598 roku.
Jest to jednonawowa, orientowana świątynia z pięciobocznie zamkniętym, węższym od nawy, prezbiterium. Od lewej (północnej) strony do prezbiterium przylega zakrystia. Wzniesiony został jako wotum wdzięczności za ocalenie miasta od epidemii cholery.
Kościół od 1 grudnia 2013 roku podniesiony do godności Kościoła Parafialnego na mocy dekretu Metropolity Krakowskiego z dnia 20 listopada 2013 roku

## Wystrój
Kościół posiada obrazy z XVI wieku (Madonna ze Świętym Sebastianem i Świętym Rochem, Święci Andrzej, Mikołaj i Katarzyna; Matka Boska z Dzieciątkiem z 1600 r. Z wieku XVII zachowały się wizerunki św. Marii Magdaleny i św. Anny Samotrzeć.
Prawie dwieście lat po wybudowaniu kościół uzyskał barokowy wystrój. Z tego okresu pochodzą zabytkowe organy zbudowane na chórze przez cystersa z Jędrzejowa Eliasza Wykuszewskiego i rokokowy ołtarz główny z wizerunkiem świętego patrona. Lata 1903–1910 to czas renowacji świątyni. W tym czasie Stefan Witold Matejko zaprojektował znajdujące się w kościele witraże, a Włodzimierzowi Tetmajerowi powierzono wykonanie polichromii.

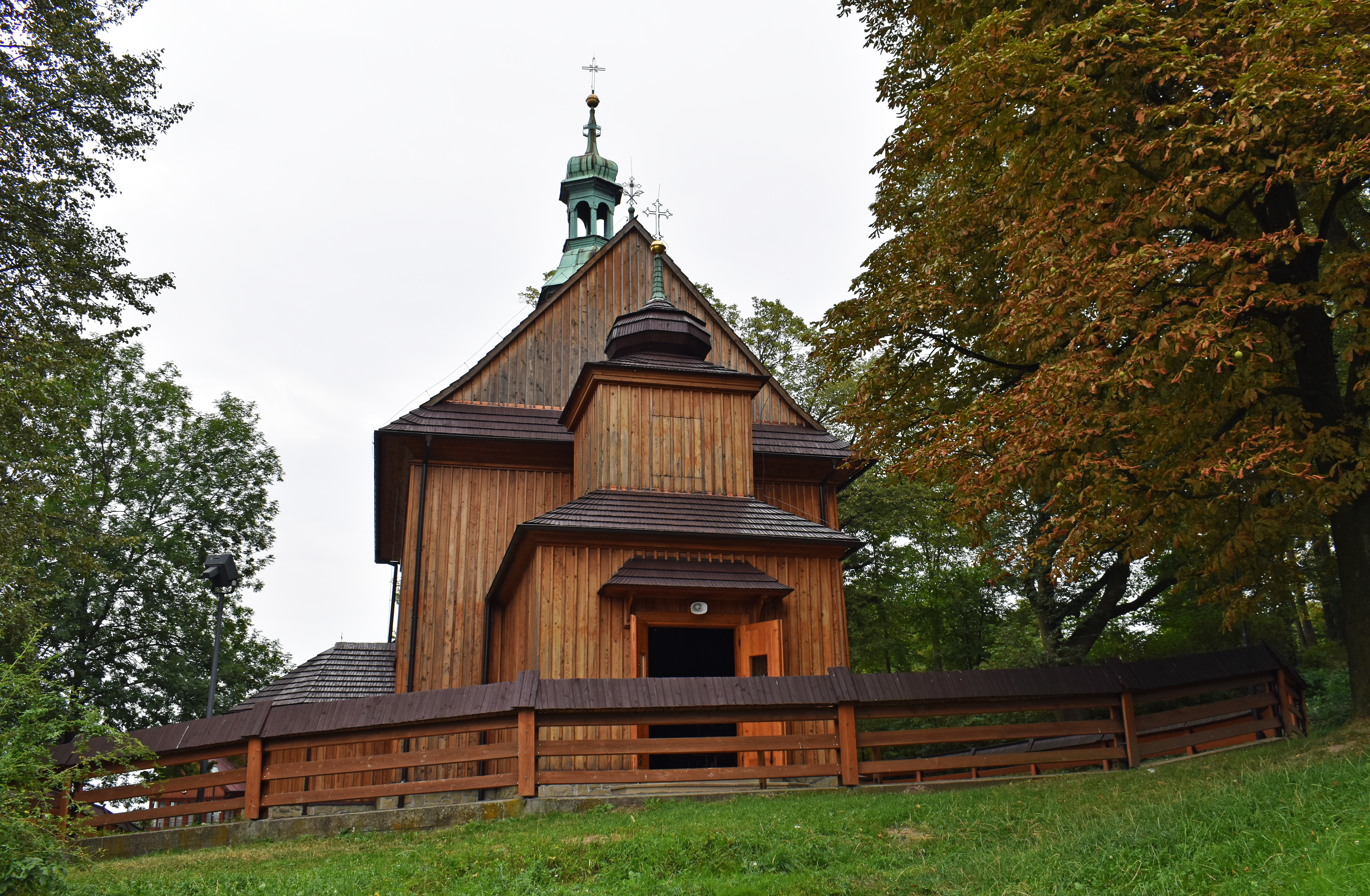
Ogólny widok.
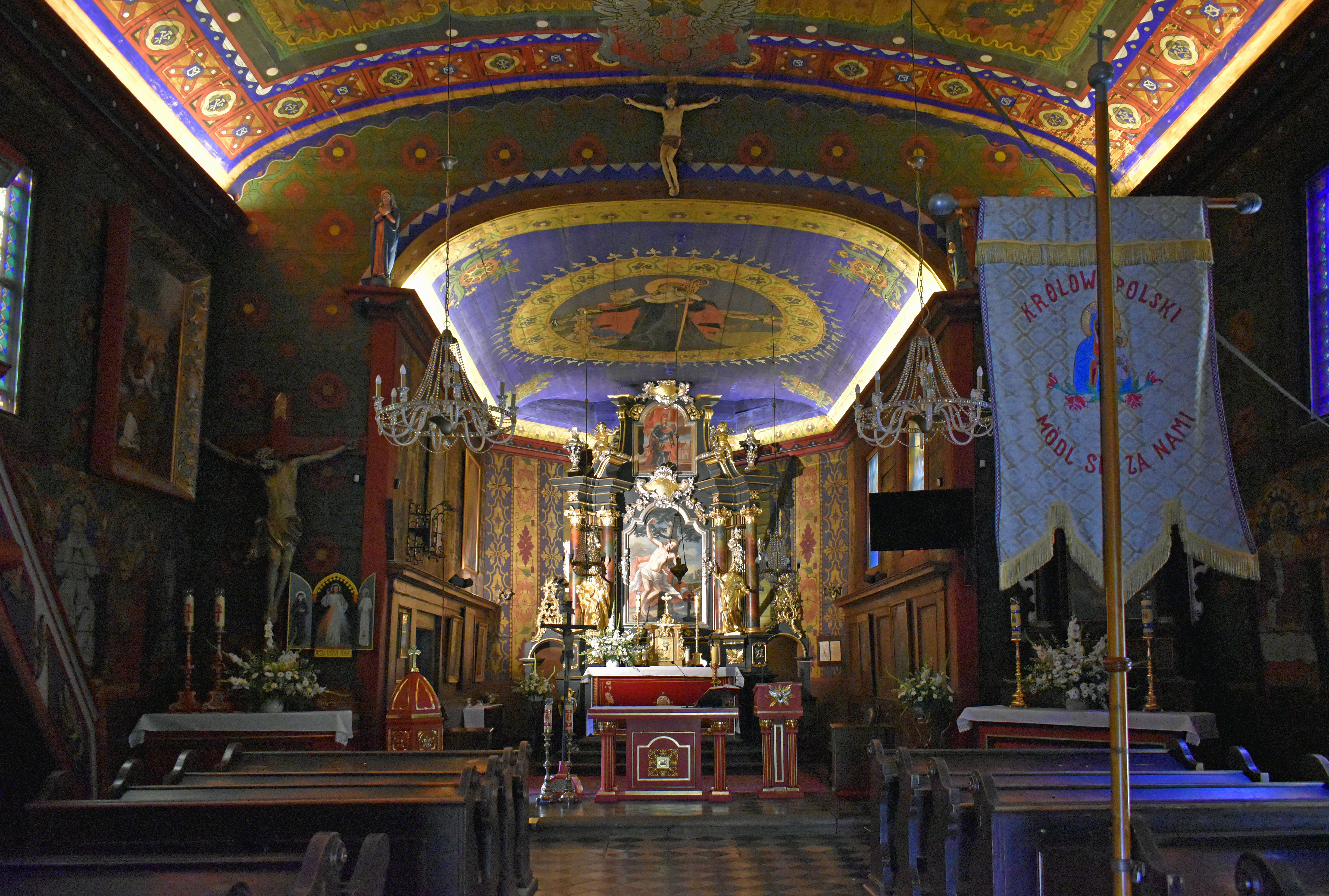
Wnętrze.
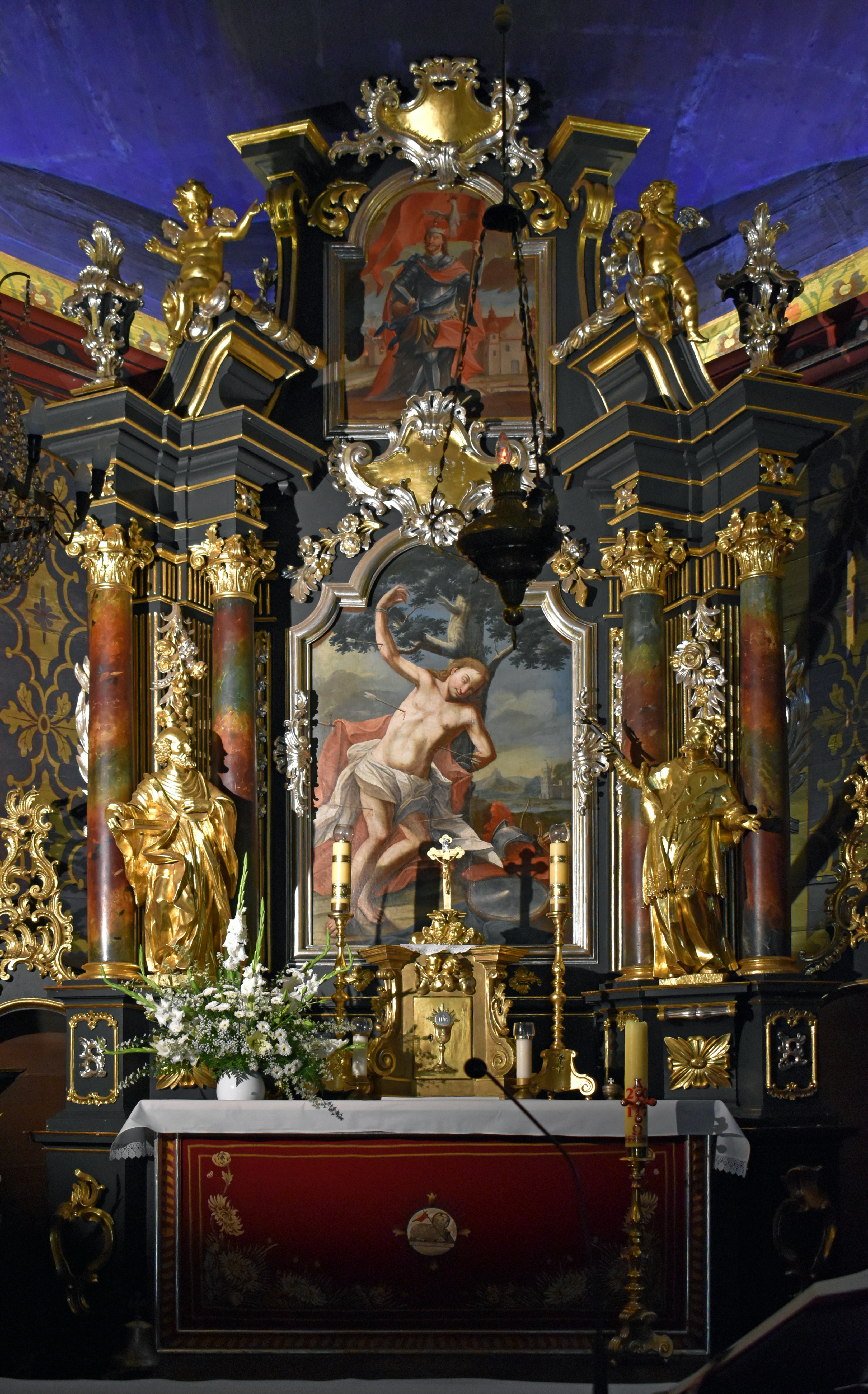
Ołtarz główny.
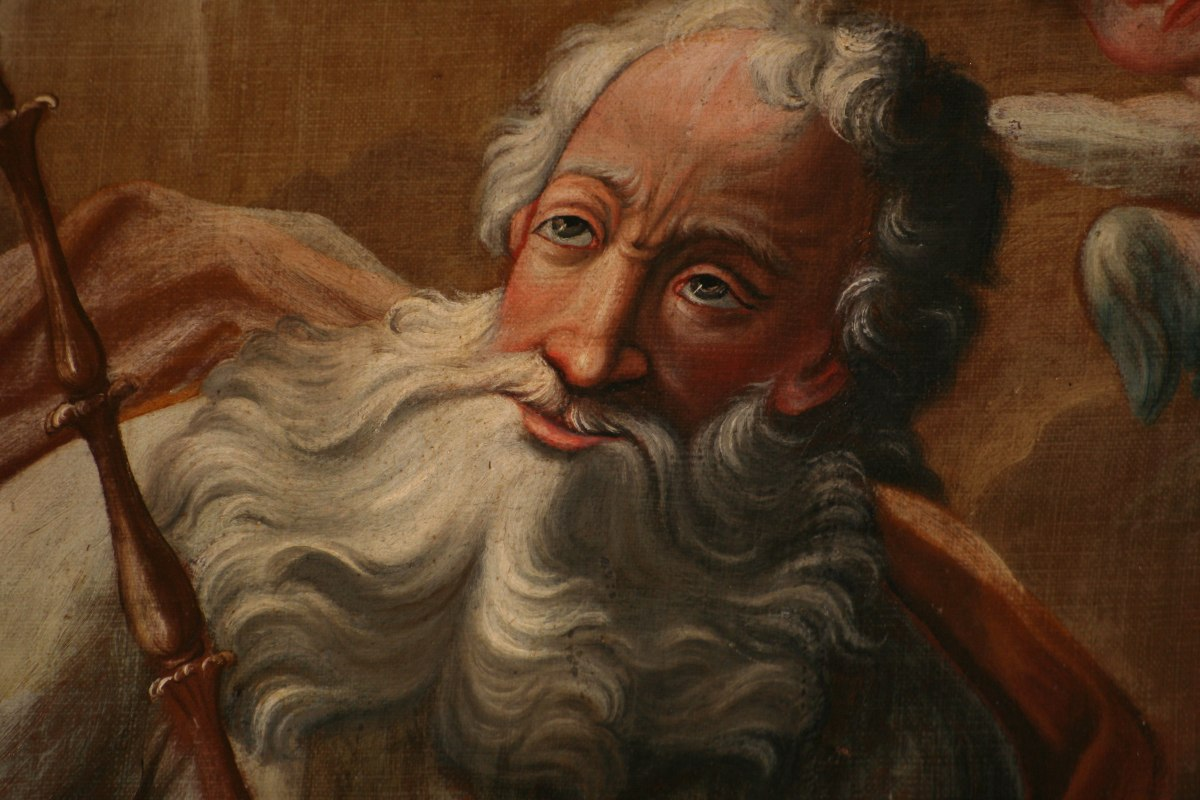
Polichromia.
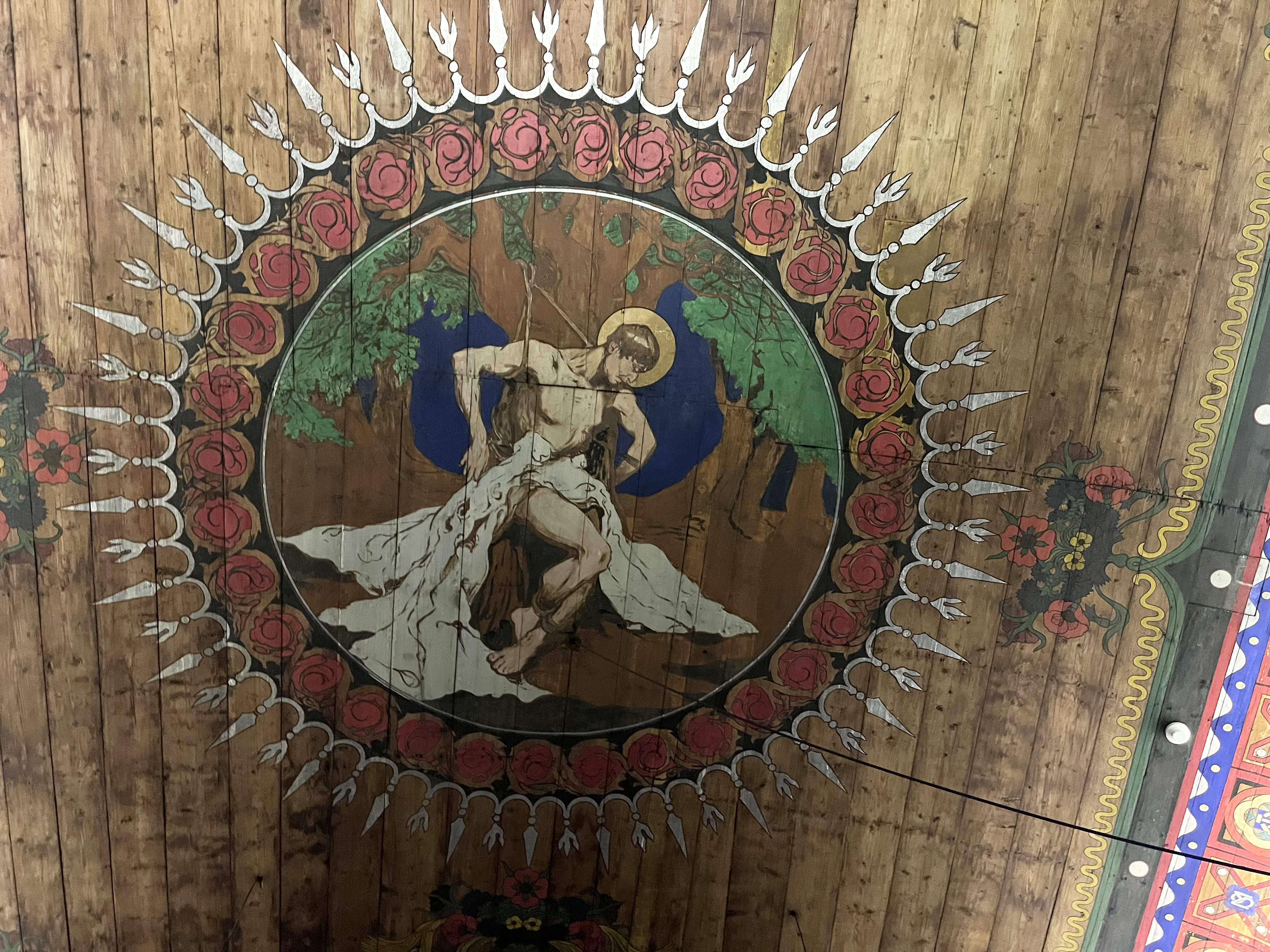
Św. Sebastian, autor Kazimierz Tetmajer.
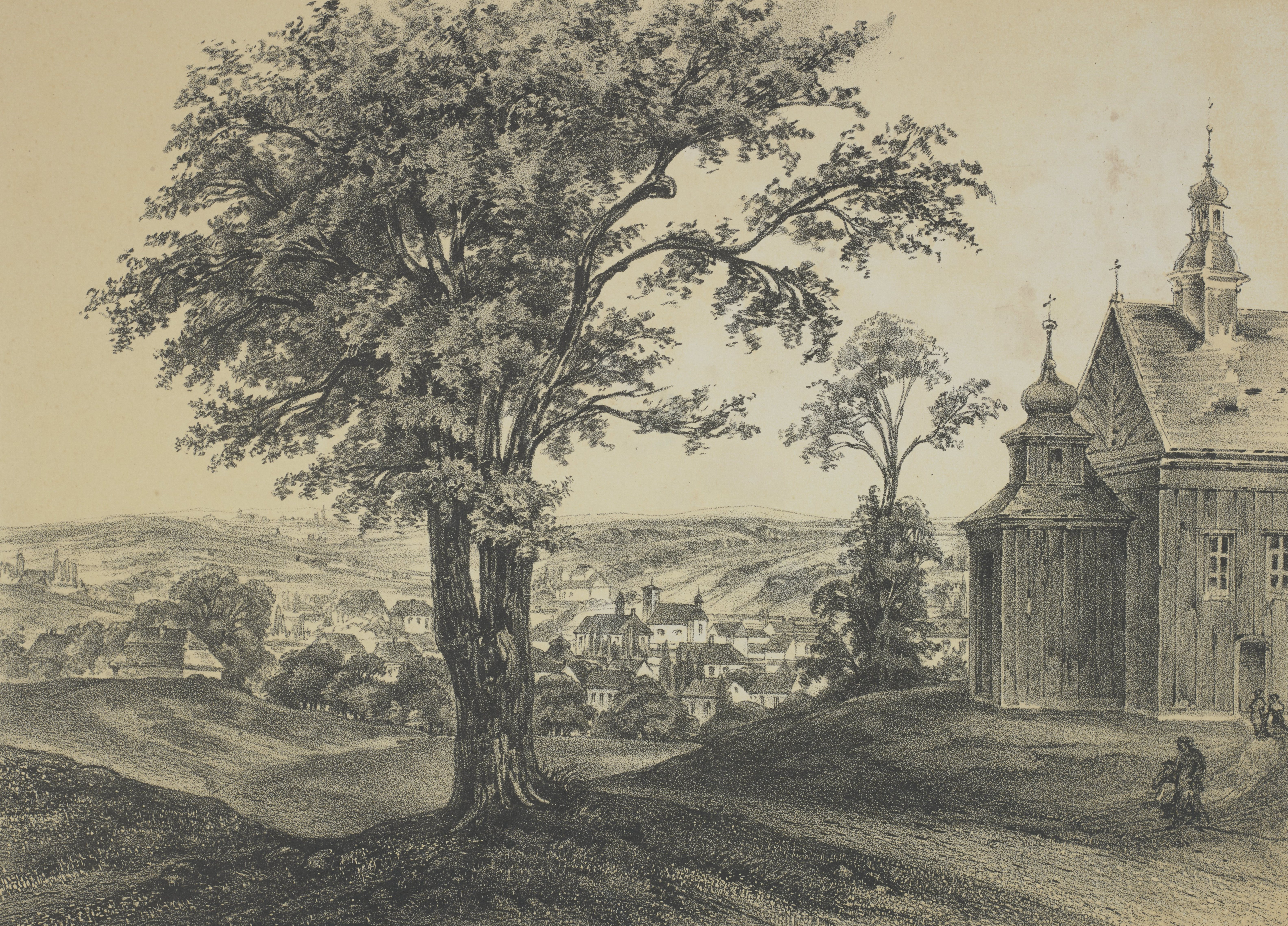
Kościół na grafice sprzed 1876